# Chaher Zarour
Chaher Zarour (Montreuil, 14 marzo 1983) è un calciatore francese, difensore del Villemomble.

## Carriera
Nella stagione 2011-2012 ha giocato 17 partite in Ligue 1 con il Digione.